# Decalcomania

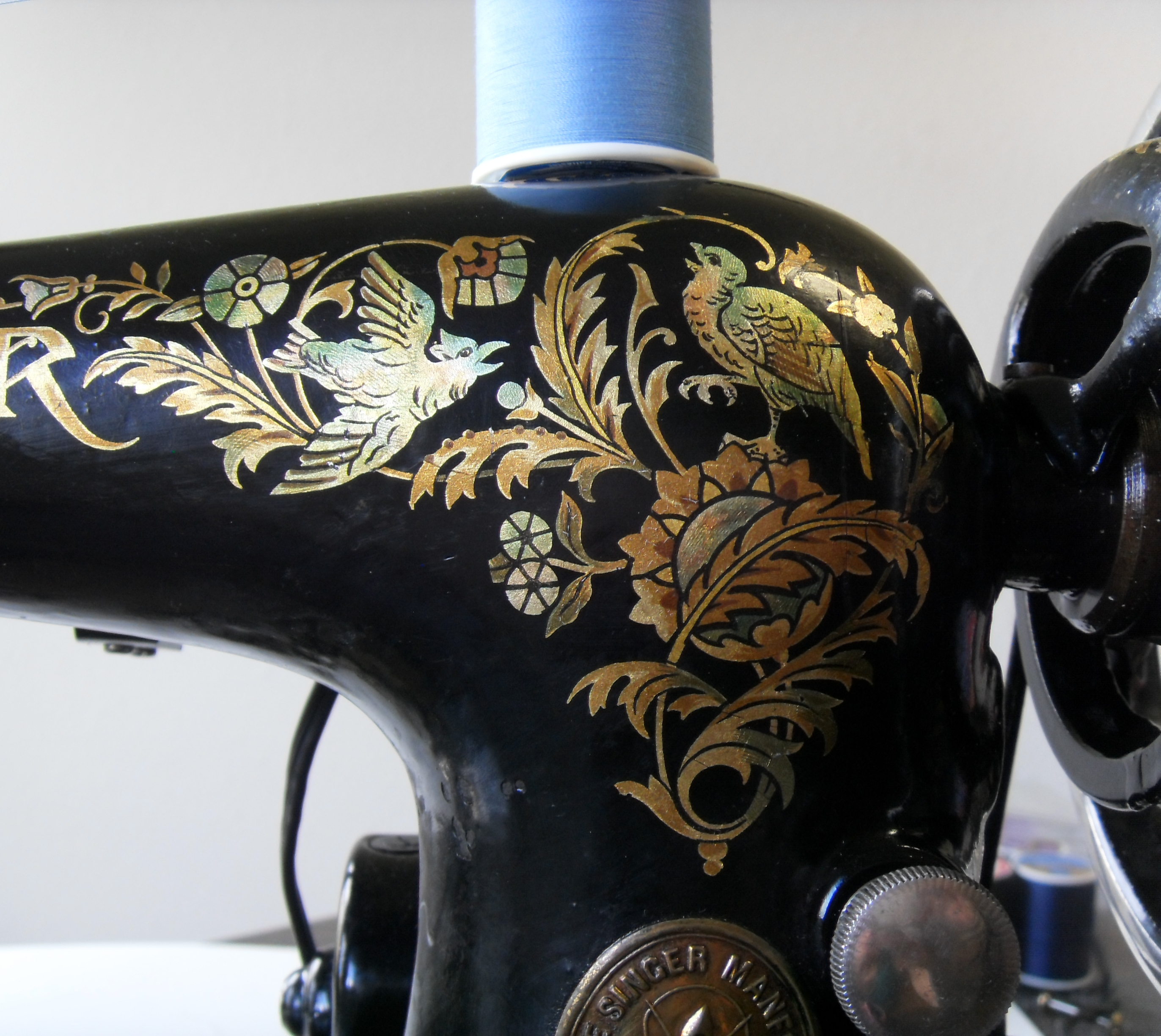
Decalcomania su un'antica macchina da cucire.

La decalcomania (dal francese décalcomanie) è una tecnica per la decorazione che permette di trasferire immagini colorate, impresse o dipinte su carta, ad una superficie adatta.

## Storia
Si può considerare come l'antenata degli adesivi, visto che i primi adesivi industriali e pubblicitari apparvero negli anni sessanta, quando la tecnologia mise a disposizione fogli di carta e di plastica autoadesivi e colori (inchiostri) con cui stamparli. La decalcomania (abbreviata anche in decalco) viene invece fatta risalire al secolo XIX. Il grande sviluppo delle decalco si ebbe tra le due guerre mondiali, quando si ebbe la necessità, da parte dell'industria, di etichettare i prodotti. 
La decalco si stampa in serigrafia su fogli di speciale carta collata con colori alla cellulosa. Sopravvivono ancora le decalco da cottura da applicare su oggetti di vetro, ceramica e porcellana e quelle per modellismo statico, dove lo spessore estremamente basso rispetto all'adesivo è determinante nella scelta. O anche come decorazione sulle automobili. 

## Tecnica
Molto spesso si stampa un fondo bianco per dare risalto ai colori anche se la decalco è applicata su fondo scuro. Si procede poi con gli altri colori, per ultimo il nero. Sopra i colori viene in ultimo stampata una mano di vernice trasparente ad alta resistenza alla trazione, in modo che la decalco abbia una certa resistenza, specialmente quando viene applicata. A questo punto la decalco è finita, per trasferirla si deve mettere il foglio su cui è stampata, in acqua per alcuni minuti, quando si sente che la decalco scivola (l'acqua scioglie la colla della carta su cui è stampata) la si trasferisce sull'oggetto desiderato.
Una volta posizionata si scarica l'acqua in eccesso passando sulla superficie della decalco una spatolina di gomma morbida (cercando di non strappare la decalco). Il problema di questa tecnica è legata all'utilizzo su superfici che assorbono acqua (ad esempio se viene applicata su un foglio di carta questo si ondula). La resistenza, una volta asciugata, è buona e durevole nel tempo. La decalco è divenuta obsoleta alla metà degli anni sessanta, come si diceva sopra, per l'avvento degli adesivi che indubbiamente sono di uso più comodo non occorrendo l'acqua e anche di maggiore resistenza.